# Chamelaucium marchantii
Chamelaucium marchantii är en myrtenväxtart som beskrevs av P.Arne K. Strid. Chamelaucium marchantii ingår i släktet Chamelaucium och familjen myrtenväxter. Inga underarter finns listade i Catalogue of Life.